# Hazleton North

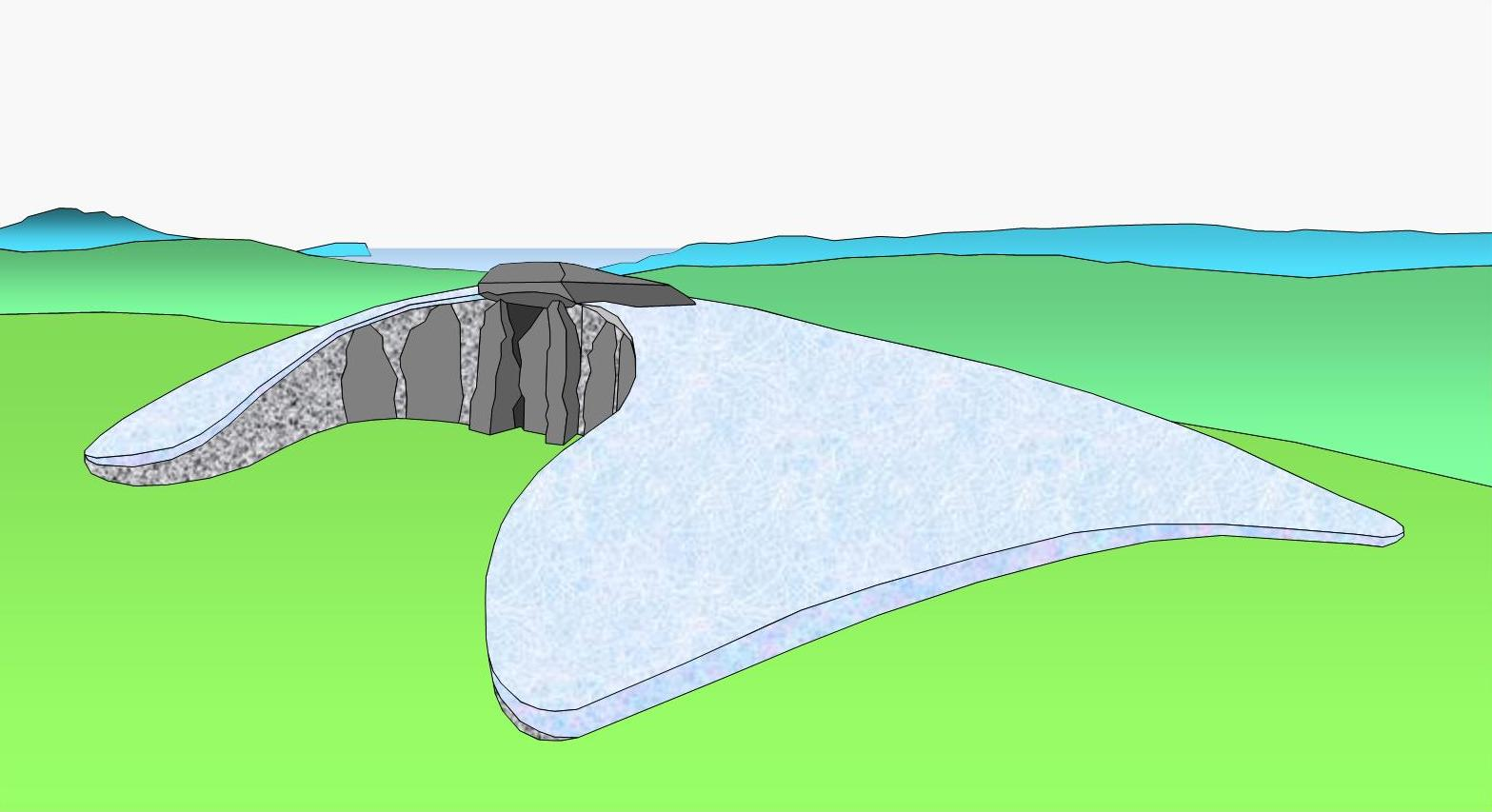
Schema Cotswold Severn Tomb – Die Fassade kann auch aus Trockenmauerwerk bestehen

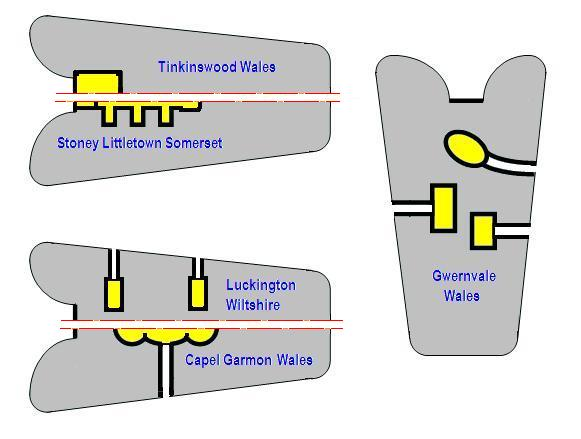
Prinzipskizze Cotswold Severn Tombs

Für den heute vollständig abgetragenen Hügel von Hazleton North (auch Hazleton II oder Hazleton Glou's genannt) in der Nähe des Dorfes Hazleton bei Salperton in der Nähe von Cheltenham in Gloucestershire in England liegen 44 Radiokarbondaten vor.

## Beschreibung
Das zwischen 1979 und 1982 von Alan Seville (1948–2016) ausgegrabene untypische Cotswold Severn Tomb hat zwei Kammern und eine Scheintür. Die abgewinkelten Kammern liegen sich in der Mitte des trapezoiden Hügels gegenüber und sind von der Seite des Hügels über längere Gänge erreichbar. Hazleton North als einer von nur drei Cotswold Severn Long Barrows, der nahezu vollständig ausgegraben wurde, verbindet Burn Ground und den Long Barrow von Ascott-under-Wychwood.

### Modell 1
Es gibt drei alternative Interpretationen der archäologischen Daten. Im bevorzugten Modell ist die Anlage eine einheitliche Konstruktion, die nach einer kurzen Pause, im Anschluss an eine Abfallhaufenphase und andere Tätigkeiten auf dem Areal einsetzte. Die Verstorbenen wurden in den Kammern beigesetzt. Nach der primären Nutzung der Anlage wurden menschliche Überreste in den Zugängen zu den Kammern niedergelegt. Die letzte war eine sehr seltene männliche Körperbestattung Leiche in Alter zwischen 30 und 45 Jahren. Für sie wurden die Gebeine der früher Bestatteten weggeschoben. Unter seinem rechten Ellbogen lag ein sehr großer Kernstein und neben seiner linken Hand lag ein Schlagstein. Er wurde offenbar mit seinen Werkzeugen begraben. Das bevorzugte Modell legt nahe, dass der Steinhaufen in der ersten Hälfte des 37. Jahrhunderts v. Chr. konstruiert wurde und seine primäre Nutzung nur zwei oder drei Generationen andauerte und voraussichtlich im Jahre 3620 v. Chr. endete.

### Modell 2
Das zweite Modell variiert nur in einer postulierten Kontinuität zwischen den Pre-Aktivitäten und der Anlagenphase.

### Modell 3
Das dritte Modell geht von der Möglichkeit aus, dass die Bestattungen der Knochen erst längere Zeit nach dem Tod in der Anlage deponiert wurden. Diese Interpretation legt für den Bau der Anlage einen etwas späteren Zeitpunkt, Mitte des 37. Jahrhunderts v. Chr. nahe. Alle menschlichen Überreste, die nicht als Leichen bestattet wurden, wurden jedenfalls weniger als ein Jahrhundert anderswo gelagert. Es gibt aber keinen klaren Beweis dafür, dass die menschlichen Überreste in Hazleton North nicht kurz nach dem Tod deponiert wurden.
2021 veröffentlichten die Archäologen die Ergebnisse der Untersuchung der Knochen und Zähne von 35 in Hazleton North Begrabenen. Das Forschungsteam entdeckte, dass 27 Personen biologische Verwandte aus fünf aufeinanderfolgenden Generationen einer einzigen Familie waren. 
2020 wurde eine der aus Kalksteinorthostaten erbauten Kammern von Hazleton North im Corinium Museum in Cirencester rekonstruiert.